# Barbara Pilz
Barbara Pilz (* 30. September 1966 in Perg) ist eine österreichische Publizistin, Verlagslektorin und Unternehmerin.

## Leben und Wirken
Barbara Pilz ist die Tochter von Heidelore und Gerhard Pilz und die Schwester von Florian und Ulla Pilz. Sie wuchs in Perg und St. Georgen am Walde auf, maturierte in Linz und studierte Geschichte und Politik an der Universität Wien, wo sie als Mag. phil. graduierte. Sie lebt in Wien.
Die Tätigkeit als Historikerin übte sie zunächst als Angestellte im Technischen Museum Wien aus. Sie ist nunmehr freiberuflich als Historikerin, Lektorin und Rechercheurin tätig.
Als weiteres Standbein hat sie begonnen, individuelle Taschen, Cacheurs, Broschen und andere Gegenstände aus Textilien als Einzelstücke in Kleinserien zu fertigen und zu vertreiben, Textilien in der japanischen Handwerkstechnik Shibori zu gestalten und zu verkaufen bzw. die damit verbundenen handwerklichen Fähigkeiten in Kursen zu vermitteln.
Seit 2012 beschäftigt sie sich mit Validation nach Naomi Feil und ist ehrenamtlich in der Kommunikation mit dementen, sehr alten Menschen tätig.

## Publikationen
- Mit Gerhard Jagschitz, Gottfried Stangler und Michaela Gaunerstorfer: Menschen nach dem Krieg. 1945-1955, Bildband, St. Pölten, 1995
- Care in Österreich 1946-1955, in: Zeitgeschichte 23, Heft 1/2, Wien, 1996, S. 3–16.
- Mit Peter Malina (Redaktion) und Brigitte Entner: Nachkriegszeiten, von 40er in die 60er Jahre, Aufsatzsammlung, Wien 1996
- Als Herausgeberin: Sieger-Typen: Rennmotorräder 1920-1940, Ausstellungskatalog des Technischen Museums Wien, Wien, Wien 2001
- Als Herausgeberin: Peter Sedlaczek, Gerhard Schaukal: Fahrräder – Motorräder – Automobile – Straßenfahrzeuge aus der Sammlung des Technischen Museums Wien, Ausstellungskatalog des Technischen Museums Wien, Wien, 2001
- Als Redakteurin: Der Hofsalonwagen der Kaiserin Elisabeth, Ausstellungskatalog des Technischen Museums, Wien, 2002
- Als Herausgeberin: Fahr!Rad: Von der Draisine zur Hightech-Maschine, Ausstellungskatalog des Technischen Museums Wien, Wien, 2002
- Als Redakteurin: Reinhard Keimel: Luftfahrzeugbau in Österreich. Von den Anfängen bis zur Gegenwart, Enzyklopädie, Wien 2003
- Als Herausgeberin: Massenware, Luxusgut. Technik und Design zwischen Biedermeier und Wiener Weltausstellung 1804 bis 1873, Begleitkatalog zur Ausstellung Massenware Luxusgut. Technik und Design zwischen Biedermeier und Wiener Weltausstellung 1804 bis 1873 am Technischen Museum Wien, Wien, 2004
- Als Herausgeberin: Schräglage. Motorräder 1945 bis 2005, Ausstellungskatalog des Technischen Museums Wien, Wien, 2004
- Mit Otmar Moritsch und Margot Jurasek: Schreiben wie gedruckt, Peter Mitterhofers Schreibmaschinen 1864-1869, Ausstellungskatalog des Technischen Museums, Wien, 2005
- Als Herausgeberin: Anton Holzer (Gestalter) und Elisabeth Limbeck-Lilenau (Gestalter): Blau. Die Erfindung der Donau, Ausstellungskatalog, Salzburg, 2005
- Als Herausgeberin und Redakteurin: Ledige Mütter erzählen: Von Liebe, Krieg, Armut und anderen Umständen ..., damit es nicht verloren gehtLebensgeschichten 1890-1965, Wien, 2008
- Mit Valentin E. Wille: Architekturguide Wien. 20. & 21. Jahrhundert, Wien, 2009, 2013